# Пизга (Алабама)
Пизга (енгл. Pisgah) град је у америчкој савезној држави Алабама. По попису становништва из 2010. у њему је живело 722 становника.

## Демографија
Према попису становништва из 2010. у граду је живело 722 становника, што је 16 (2,3%) становника више него 2000. године.
| Група             | 2000.       | 2010.       |
| Белци             | 664 (94,1%) | 693 (96,0%) |
| Афроамериканци    | 1 (0,1%)    | 1 (0,1%)    |
| Азијати           | 0 (0,0%)    | 2 (0,3%)    |
| Хиспаноамериканци | 2 (0,3%)    | 3 (0,4%)    |
| Укупно            | 706         | 722         |